# 向花囿
向花囿（1630年12月22日—1666年2月13日），童名真加戶樽金，號花囿，是琉球國第二尚氏王朝君主尚賢王之妃。她是向氏浦添殿內五世向氏越來按司朝則之女。她和尚賢王並沒有生育子女。